# Chaetophora (algue)
Cet article concerne le genre d’algues vertes. Pour le genre d’insectes coléoptères, voir Chaetophora (insecte).
Genre
Chaetophora est un genre d’algues vertes de la famille des Chaetophoraceae.

## Liste d'espèces
Selon AlgaeBase (1er avril 2018) :
- Chaetophora attenuata Hazen
- Chaetophora elegans (Roth) C.Agardh
- Chaetophora flagellifera Kützing
- Chaetophora indica Martens
- Chaetophora lobata Schrank
- Chaetophora longipila Kützing
- Chaetophora pisiformis (Roth) C.Agardh
- Chaetophora punctiformis Kützing
- Chaetophora tuberculosa

Selon ITIS (1er avril 2018) :
- Chaetophora attenuata Hazen
- Chaetophora elegans (Roth) C. Agardh
- Chaetophora incrassata (Huds.) Hazen
- Chaetophora pisciformis (Roth) C. Agardh - typo correcte : Chaetophora pisiformis
- Chaetophora stellaris O. F. Mueller